# أنيا هارتيروس
أنيا هارتيروس (بالألمانية: Anja Harteros)‏ (و. 1972  م) هي مغنية، ومغنية أوبرا ألمانية، ولدت في برغنويشتات.

## التعليم
تعلمت في معهد كولونيا للموسيقى والرقص ‏.

## جوائز
حصلت على جوائز منها:
- وسام الاستحقاق البافاري (27 يونيو 2018).[9]

## وصلات خارجية
- أنيا هارتيروس على موقع IMDb (الإنجليزية)
- أنيا هارتيروس على موقع مونزينجر (الألمانية)
- أنيا هارتيروس على موقع ميوزك برينز (الإنجليزية)
- أنيا هارتيروس على موقع أول ميوزيك (الإنجليزية)
- أنيا هارتيروس على موقع ديسكوغز (الإنجليزية)
- أنيا هارتيروس على موقع قاعدة بيانات الفيلم (الإنجليزية)
- أنيا هارتيروس في قاعدة بيانات الأفلام على الإنترنت